# 3763 Qianxuesen
3763 Qianxuesen eller 1980 TA6 är en asteroid i huvudbältet som upptäcktes den 14 oktober 1980 av Purple Mountain-observatoriet i Nanjing, Kina. Den är uppkallad efter den kinesiske vetenskapsmannen Qian Xuesen.
Asteroiden har en diameter på ungefär 6 kilometer och den tillhör asteroidgruppen Flora.